# Cá chẽm
Cá chẽm hay cá vược (danh pháp hai phần: Lates calcarifer) là một loài cá sống cả trong nước mặn lẫn nước ngọt, thuộc về phân họ Cá chẽm (Latinae) của họ Centropomidae. Khu vực sinh sống bản địa của nó là vùng bắc và đông Australia tới eo biển Torres và New Guinea nhưng hiện nay đã được nuôi tại nhiều nơi trên thế giới như Australia, Malaysia, Ấn Độ, Indonesia, Thái Lan, Việt Nam, Vương quốc Anh, Hoa Kỳ và Hà Lan. 

## Đặc điểm hình thái
Thân hình thoi, dẹt bên. Chiều dài thân bằng 2,7 -3,6 lần chiều cao, có thể tới 1,8 m nhưng thông thường chỉ 19–25 cm. Đầu to, mõm nhọn, chiều dài hàm trên kéo dài đến ngang giữa mắt. Hai vây lưng liền nhau, giữa lõm. Vây đuôi tròn lồi. Thân màu xám, bụng trắng bạc.
Cá chẽm còn gọi là cá vược. Chúng thường sống trong các hang đá hoặc vùng đáy có cỏ biển. Chúng cũng thích nghi với đáy rạn san hô. Loài cá này cũng có phân bố ở vùng nước lợ. Chúng thuộc loài cá dữ điển hình ở cửa sông, chúng có số lượng đông trong các kênh rạch, đầm phá và nhất là trong các đầm nuôi tôm.

## Tại Việt Nam
Vùng phân bố: Vịnh Bắc Bộ, vùng biển miền Trung và Nam Bộ
Nguồn nguyên liệu: khai thác, nuôi (số lượng ít ở miền Nam)
Mùa vụ khai thác: quanh năm
Ngư cụ khai thác: lưới kéo, câu
Kích thước khai thác: 350 -600mm
Hình thức nuôi: Nuôi cá trong các ao đất và lồng lưới
Dạng sản phẩm: ăn tươi, chế biến phi lê và các sản phẩm phối chế khác

## Hình ảnh

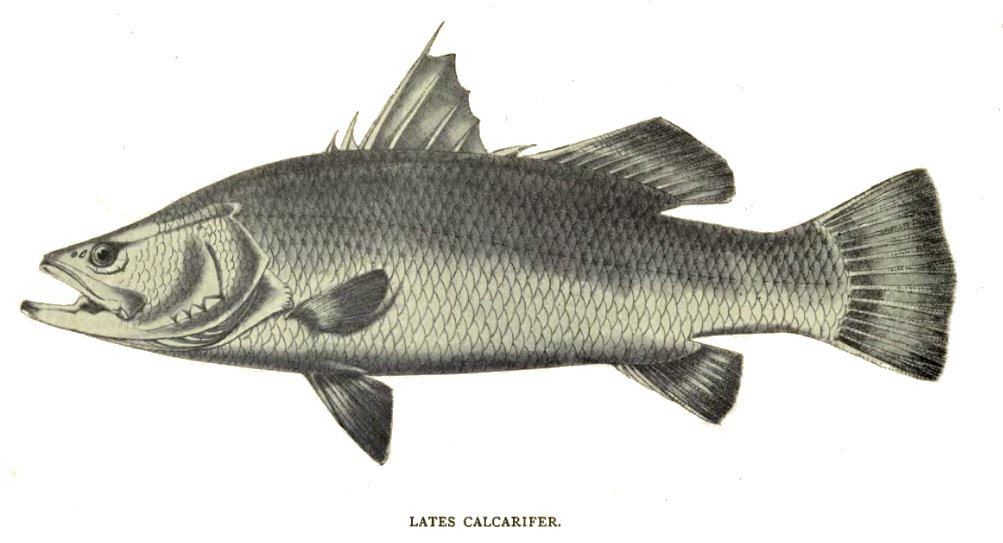
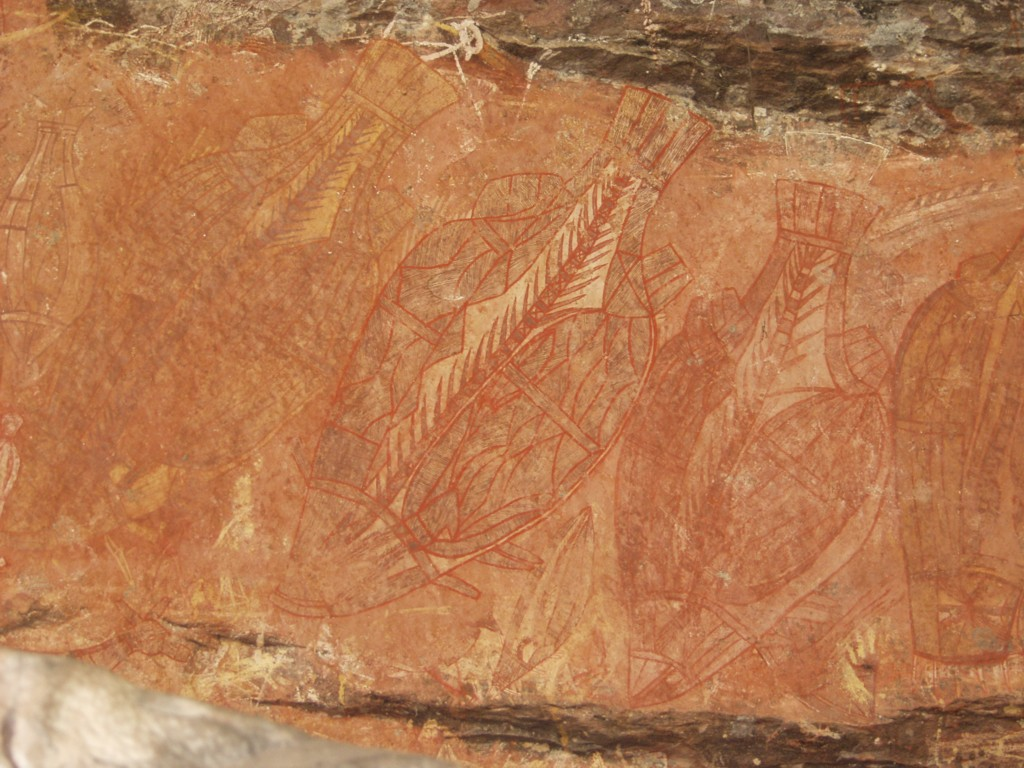
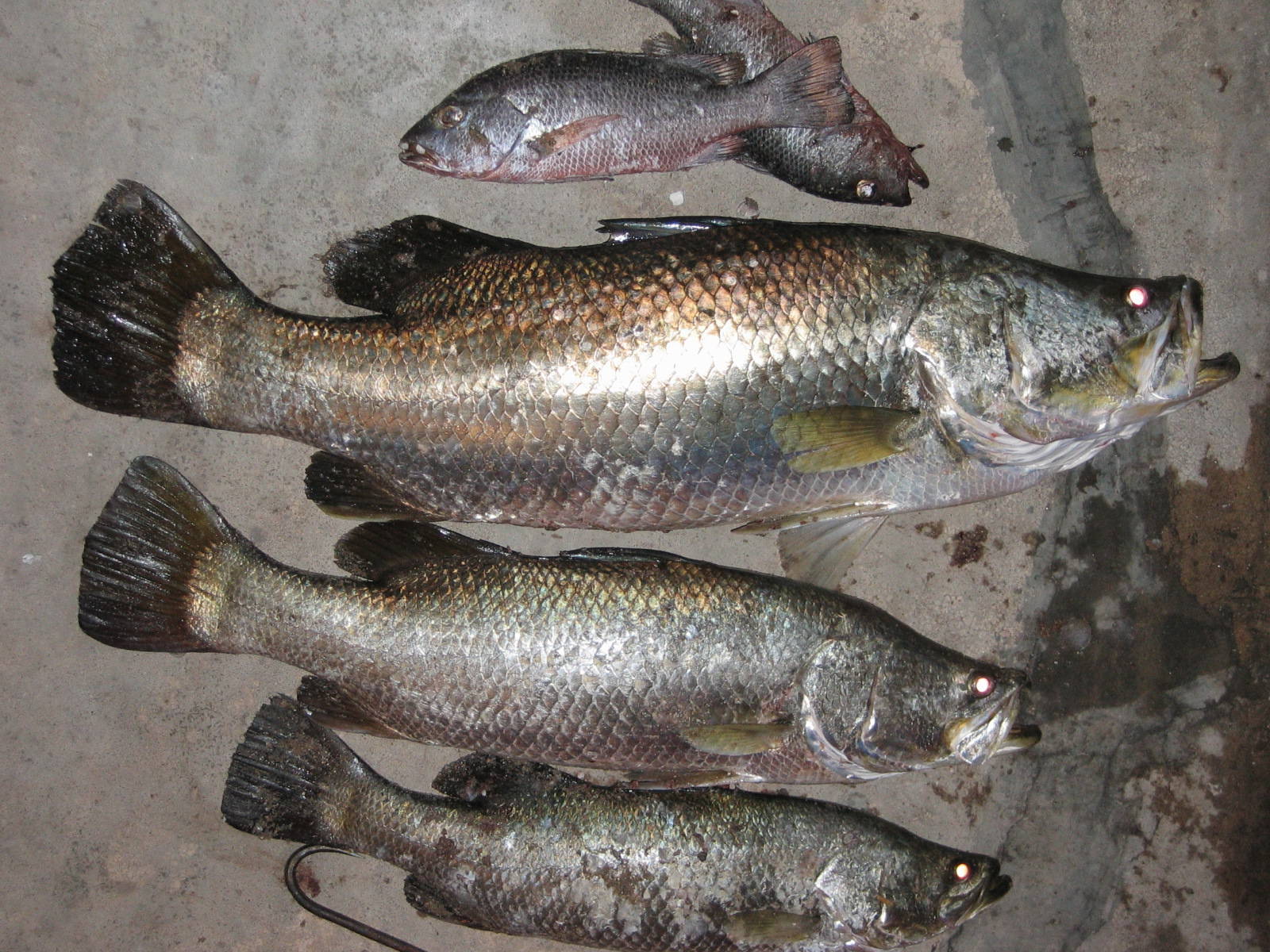
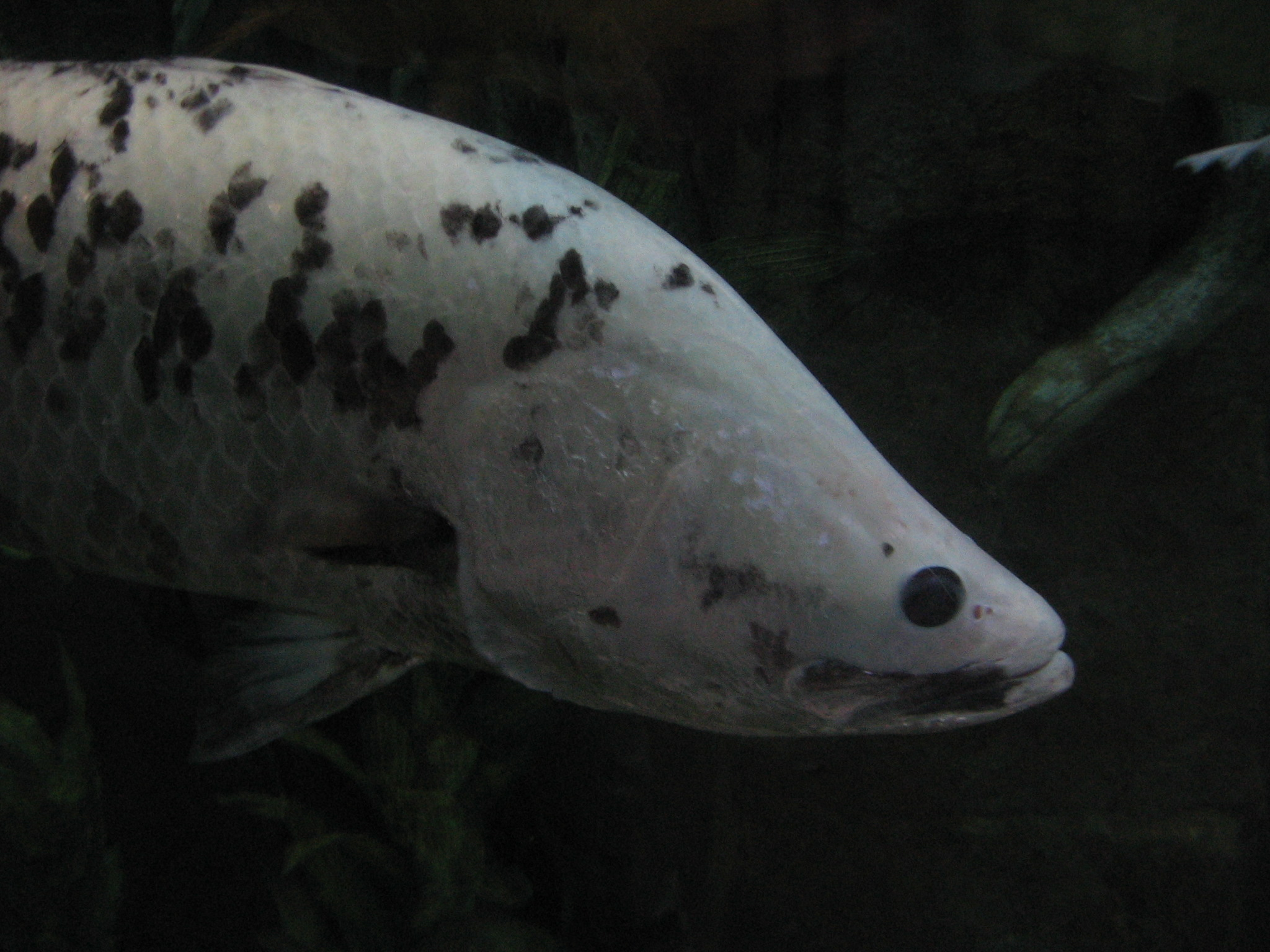